# Correios de Moçambique
L'Empresa Nacional dos Correios de Moçambique, E. P., o Correios de Moçambique, E. P., és una empresa estatal de Moçambic que presta el servei de correus.

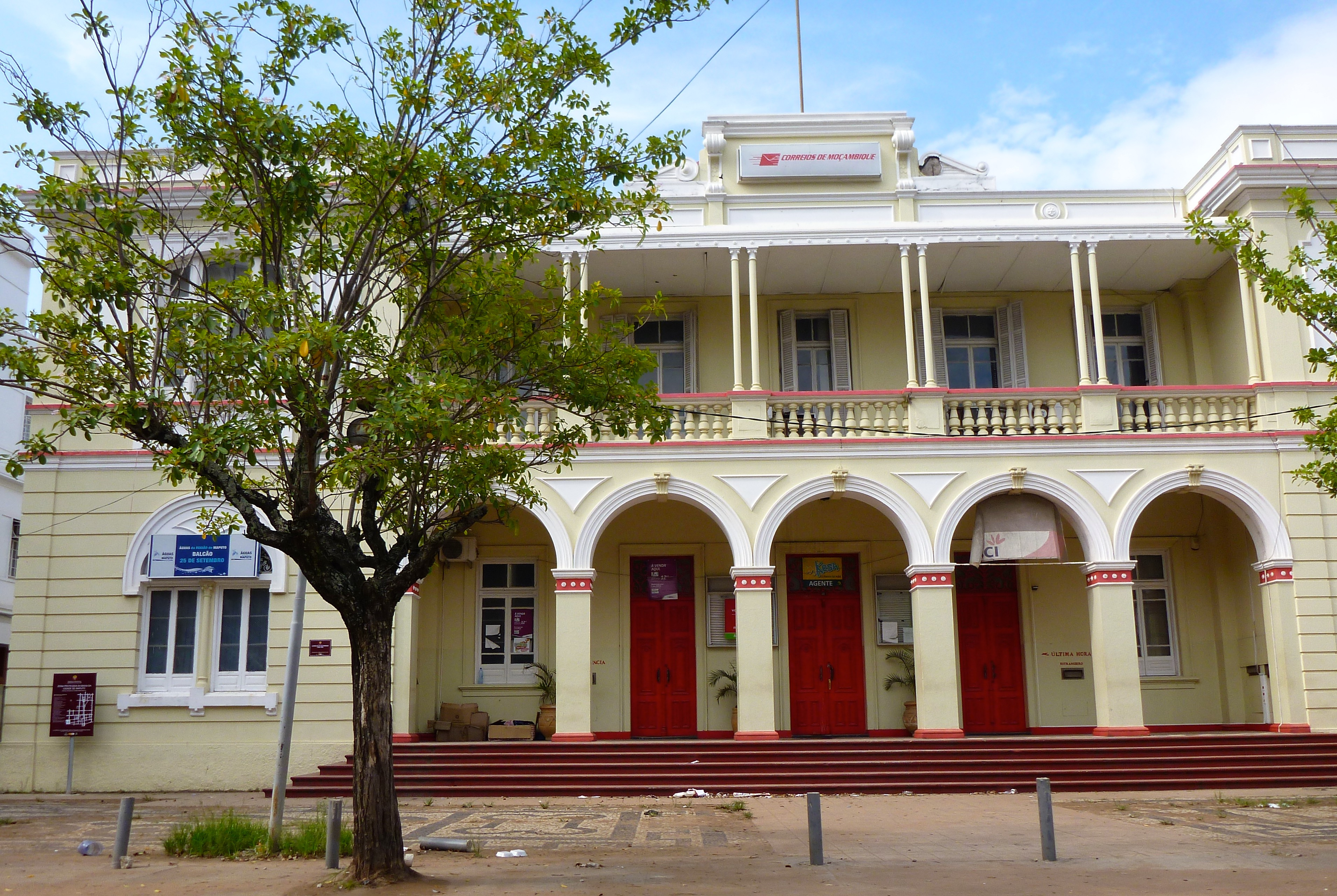
Seu de Correios de Moçambique a l'Edifício dos Correios de Maputo

## Història
Després de la independència va continuar durant un temps exercint el servei de correus la sucursal moçambiquesa de l'empresa colonial portuguesa CTT fins 1981. Aleshores el govern moçambiquès va fundar l'empresa de telecomunicacions Telecomunicações de Moçambique (TDM). La nova empresa es va fer càrrec de totes les oficines i instal·lacions de la CTT i va instal·lar la seva seu i oficina principal al centre de Maputo.
En 1992 es va convertir en empresa pública (Empresa Pública, E.P).
Des de 2015 és director de l'empresa Valdemar Sérgio Jessen en qualitat de Presidente do Conselho de Administração.

## Serveis i infraestructures
Correios de Moçambique té sucursals a totes les províncies de Moçambic, i en la majoria de les capitals dels districtes es pot trobar una sucursal de l'empresa.
La companyia ofereix serveis de correus convencional (lliurament de cartes estàndard, faxos, telegrames, paquets). El servei de correus estàndard és molt important a Moçambic i també perd més terreny.

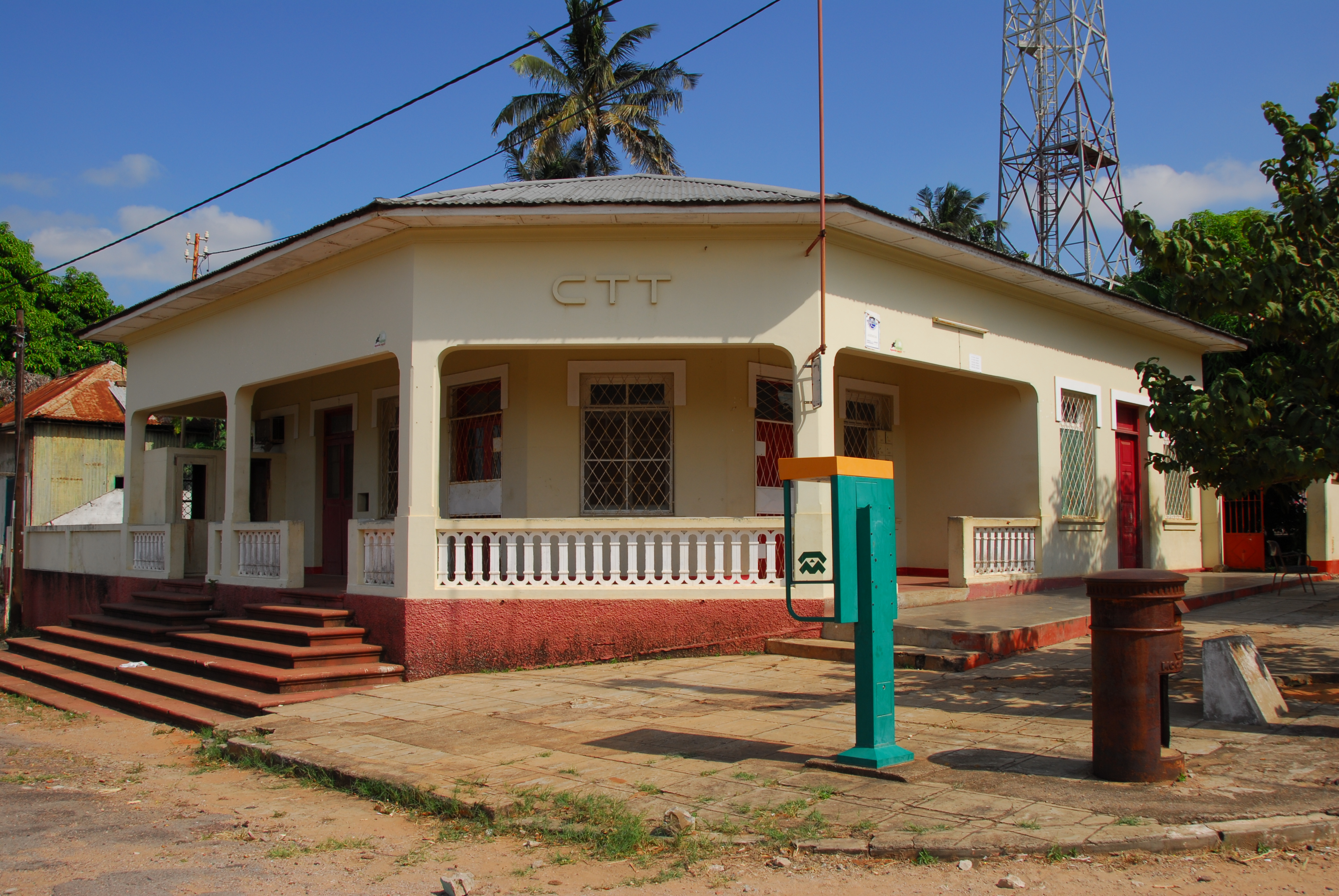
Filial a Marracuene (Província de Maputo)

En els darrers anys l'empresa s'ha orientat a obrir nous sectors de mercat. Així es funda Correios de Moçambique una banca postal que aprofita la infraestructura de sucursals ben desenvolupada i amb més personal a Moçambic per donar una participació en els serveis financers. Aquesta banca postal també concedeix microcrèdits.
En 2014 va fundar la filial postal PostBus capaç d'oferir més i millors connexions de transport, i transport de mercaderies a Moçambic. Del 2 d'octubre de 2014 al març de 2015 el servei de PostBus va portar 14.000 passatgers.